# Ліван на зимових Олімпійських іграх 1984
Ліван брав участь у Зимових Олімпійських іграх 1984 року у Сараєво (Югославія) удесяте за свою історію, але не завоював жодної медалі.